# Iván Hurtado
Iván Jacinto Hurtado Angulo (Esmeraldas, 16 de agosto de 1974) es un exfutbolista ecuatoriano. Jugaba de defensa central. En las elecciones legislativas de Ecuador del 17 de febrero de 2013, fue elegido asambleísta nacional. Es considerado uno de los mejores  defensas centrales que ha tenido la selección ecuatoriana. Además, el apodo Bam Bam se lo puso un excompañero de juego llamado Danny Romero, ya que decía que Iván era un bruto para rechazar los balones desde la defensa.

## Trayectoria

### Inicios
Iván Hurtado comenzó su carrera como futbolista a los 12 años de edad, cuando fue inscrito a la Federación Ecuatoriana de Fútbol por el Esmeraldas Petrolero de su ciudad natal. Vistió por primera vez la tricolor en la selección sub-16 en el Sudamericano de Ibarra. Luego, fue nombrado como el mejor jugador del Torneo Carabobo-Venezuela con la selección sub-17. A los 17 años, ya integraba la selección sub-23 en el preolímpico de Asunción.

### Emelec
Después de la destacada participación del Bam Bam en Paraguay, el Emelec de Guayaquil adquirió su pase y logró debutar en primera división con 17 años de edad en 1992, el 7 de marzo, en un clásico del Astillero jugado en el Estadio George Capwell. A inicios de 1993, sufrió un grave accidente automovilístico, tuvo una lesión cervical que lo mantuvo alejado de las canchas por cinco meses. Ese mismo año, Iván anotó el gol con que Emelec se coronó campeón. Al año siguiente, Iván vuelve a anotar el gol que le daba su segundo título de campeón consecutivo.

### Celaya
En 1995 fue vendido al Celaya de México. Ahí logró el subcampeonato y fue transferido a Tigres de la UANL en 1998. Tras su paso por La Piedad, en 2001, llegó al Barcelona Sporting Club, donde permaneció poco más de un año.

### Real Murcia
Se marchó y pasó al Real Murcia de España para luego regresar al fútbol azteca a vestir los colores del Pachuca CF en 2004. Los dos años siguientes, jugó en el fútbol del Medio Oriente.

### Atlético Nacional
Para 2007, fue contratado por el Atlético Nacional de Medellín, donde salió campeón. 

### Millonarios FC
En la primera mitad de 2008, volvió al Barcelona, donde no le fue bien, y fue contratado para el resto de la temporada por el Millonarios de Bogotá. Allí fue titular regularmente y rescindió su contrato a finales del mes de junio.

### Deportivo Quito
En julio de 2009, el Deportivo Quito anunció su contratación.

### Barcelona Sporting Club
En  2011, es contratado nuevamente por el Barcelona por pedido de Rubén Darío Insúa, donde cumple una irregular campaña. A final de temporada, el Barcelona decide no renovar su contrato.
Luego de ocho meses de inactividad, es contratado por el Club Social, Cultural y Deportivo Grecia de la Serie B de Ecuador, con un contrato hasta final de temporada. Es decir, hasta el 31 de diciembre del 2012.
Gracias a ser un zaguero de clase, con una admirable capacidad para el anticipo y gran claridad a la hora de ser salida limpia desde el fondo, se ganó el derecho a ser el capitán indiscutido del equipo, lo que no es de extrañarse que pertenezca al selecto Club de los 100. Actualmente es el jugador que más veces ha vestido la camiseta de su selección en Sudamérica y 5.º en todo el mundo. Además, posee el récord mundial al ser el futbolista que más partidos ha jugado en la historia de las fases de clasificación de los mundiales con setenta y dos duelos disputados.

### Fundación Iván Hurtado
En Esmeraldas, tiene una fundación que brinda protección a niños pobres, al igual como lo hace Ulises de la Cruz y Agustín Delgado, quienes fueron sus compañeros en la selección.
El capitán de la selección brinda protección a unos ciento cincuenta niños desamparados de Esmeraldas, los prepara futbolísticamente y les otorga educación junto con las niñas que alberga la Fundación. «No desmayaré en el afán de brindarle alegría», suele decir el futbolista con más presencias en la historia del seleccionado ecuatoriano. A Iván le gustaba comer encebollado.

## Vida política
El 20 de noviembre de 2013, renunció a su cargo de asambleísta para participar como candidato a prefecto de Esmeraldas.

## Selección nacional
Fue internacional con la selección de fútbol de Ecuador en 168 ocasiones, lo que lo convierte en el jugador ecuatoriano —y de la Conmebol— en haber jugado la mayor cantidad de partidos con su selección mayor a lo largo de su carrera. Debutó el 24 de mayo de 1992 en un partido amistoso frente a Guatemala, ahí anotó su primer gol con la selección.

### Participaciones enCopas del Mundo
| Mundial                       | Sede                     | Resultado                | PJ | GA | Asis |
| ----------------------------- | ------------------------ | ------------------------ | -- | -- | ---- |
| Mundial de Corea y Japón 2002 | Corea del Sur y Japón    | Fase de grupos           | 3  | 0  | 0    |
| Mundial de Alemania 2006      | Alemania                 | Octavos de final         | 3  | 0  | 0    |
| Total en Copas del Mundo      | Total en Copas del Mundo | Total en Copas del Mundo | 6  | 0  | 0    |

### Participaciones enCopas América
| Torneo                 | Sede                   | Resultado              | PJ | GA | Asis |
| ---------------------- | ---------------------- | ---------------------- | -- | -- | ---- |
| Copa América 1993      | Ecuador                | Cuarto lugar           | 4  | 0  | 0    |
| Copa América 1995      | Uruguay                | Fase de grupos         | 3  | 0  | 0    |
| Copa América 1999      | Paraguay               | Fase de grupos         | 3  | 0  | 0    |
| Copa América 2001      | Colombia               | Fase de grupos         | 3  | 0  | 0    |
| Copa América 2004      | Perú                   | Fase de grupos         | 3  | 0  | 0    |
| Copa América 2007      | Venezuela              | Fase de grupos         | 2  | 0  | 0    |
| Total en Copas América | Total en Copas América | Total en Copas América | 18 | 0  | 0    |

### Participaciones enCopas Oro
| Torneo        | Sede           | Resultado      | PJ | GA | Asis |
| ------------- | -------------- | -------------- | -- | -- | ---- |
| Copa Oro 2002 | Estados Unidos | Fase de grupos | 2  | 0  | 0    |

### Participaciones enEliminatorias al Mundial
| Eliminatoria                                | Sede del Mundial       | Posición               | Resultado   | PJ | GA | Asis |
| ------------------------------------------- | ---------------------- | ---------------------- | ----------- | -- | -- | ---- |
| Eliminatorias Mundial de USA 1994           | Estados Unidos         | 4°lugar 5pts Grupo B   | Eliminado   | 7  | 0  | 0    |
| Eliminatorias Mundial de Francia 1998       | Francia                | 6°lugar 21pts          | Eliminado   | 15 | 1  | 0    |
| Eliminatorias Mundial de Corea y Japón 2002 | Corea del Sur y Japón  | 2°lugar 31pts          | Clasificado | 17 | 0  | 0    |
| Eliminatorias Mundial de Alemania 2006      | Alemania               | 3°lugar 28pts          | Clasificado | 17 | 0  | 0    |
| Eliminatorias Mundial de Sudáfrica 2010     | Sudáfrica              | 6°lugar 23pts          | Eliminado   | 16 | 0  | 0    |
| Total en Eliminatorias                      | Total en Eliminatorias | Total en Eliminatorias | 2/5         | 72 | 1  | 0    |

## Clubes
| Club              | País     | Año       |
| ----------------- | -------- | --------- |
| Emelec            | Ecuador  | 1992-1995 |
| Celaya            | México   | 1996-1997 |
| Tigres de la UANL | México   | 1998-2001 |
| La Piedad         | México   | 2001      |
| Barcelona         | Ecuador  | 2002-2003 |
| Real Murcia       | España   | 2004      |
| Pachuca CF        | México   | 2004-2005 |
| Al-Arabi          | Catar    | 2005-2006 |
| Al-Ahli           | Catar    | 2006      |
| Atlético Nacional | Colombia | 2007      |
| Barcelona         | Ecuador  | 2008      |
| Millonarios       | Colombia | 2008-2009 |
| Deportivo Quito   | Ecuador  | 2009-2010 |
| Barcelona         | Ecuador  | 2011      |
| Grecia            | Ecuador  | 2012      |

## Palmarés

### Campeonatos nacionales
| Título              | Club              | País     | Año  |
| ------------------- | ----------------- | -------- | ---- |
| Serie A de Ecuador  | Emelec            | Ecuador  | 1993 |
| Serie A de Ecuador  | Emelec            | Ecuador  | 1994 |
| Torneo Apertura     | Atlético Nacional | Colombia | 2007 |
| Torneo Finalización | Atlético Nacional | Colombia | 2007 |
| Serie A de Ecuador  | Deportivo Quito   | Ecuador  | 2009 |